# Campteria anamallayensis
Campteria anamallayensis là một loài dương xỉ trong họ Pteridaceae. Loài này được Bedd. mô tả khoa học đầu tiên năm 1863.
Danh pháp khoa học của loài này chưa được làm sáng tỏ. 